# Balmoral, New South Wales
Balmoral este o suburbie în Sydney, Australia.